# Taurus M975
M975 é a designação do Exército Brasileiro para a pistola de uso padrão  Taurus PT92. Esta é uma arma semiautomática, de calibre de 9 mm x 19 mm, com trancamento através de um bloco oscilante em vertical e com desbloqueio mediante o recuo do cano. Esta arma apresenta a vantagem na redução de velocidade de retrocesso da massa recuante, com isso diminui o solavanco da arma durante o disparo.
É construída com a utilização de aços e ligas especiais. Possui um peso de 0,950 kg e foi projetada para usar cartuchos de 9 mm “parabellum”. 
Em condições normais de ação, a velocidade inicial e a correspondente energia cinética do projétil proporcionam um alto poder de impacto em disparos de 150 a 200 metros.

## Características
- Sistema de dupla ação:

Mesmo estando o cão desarmado, um simples acionamento do dedo no gatilho possibilita uma maior rapidez de manuseio.
- Carregador bifilar:

O carregador tem a capacidade para 15 cartuchos. Este tem o mesmo comprimento de um carregador tradicional, isso permite que praticamente seja duplicada a autonomia de fogo da arma.
- Indicador de cartucho na câmara:

Quando o cartucho estiver alojado na câmara, a extremidade do extrator fica saliente, mostrando uma marca vermelha. Assim, é possível controlar visualmente ou pelo tato a existência de um cartucho na câmara, sem necessidade de recuar o ferrolho.
- Dispositivo de desmontagem:

Extremamente rápido e simples, foi projetado de forma a evitar qualquer desmontagem acidental.